# Miss Francia 2025
Miss Francia 2025 (en francés: Miss France 2025) fue la 95.ª edición del concurso Miss Francia. Se llevó a cabo en el Futuroscope ubicado entre las comunas de Chasseneuil-du-Poitou y Jaunay-Marigny en Vienne, Nueva Aquitania (Francia) el 14 de diciembre de 2024.
Al final del evento, Eve Gilles de Norte-Paso de Calais coronó a Angélique Angarni-Filopon de Martinica como su sucesora.
Esta edición fue la primera edición bajo el liderazgo de Frédéric Gilbert, tras la renuncia de la expresidenta Alexia Laroche-Joubert después de la conclusión de Miss Francia 2024, y la última edición con Cindy Fabre, tras su partida de la Organización Miss Francia en enero de 2025.

## Antecedentes

### Sede y fecha
En diciembre de 2023, se informó que Jean Bodart, el alcalde de Dunkerque, presentaría una solicitud para que la ciudad fuera la sede de esta edición. La titular reinante, Eve Gilles, nació en Dunkerque, y es costumbre que la región natal de la Miss Francia reinante sea la sede de la edición posterior del concurso.
El 10 de septiembre de 2024, el Comité Miss Francia anunció que el concurso se llevaría a cabo el 14 de diciembre de 2024 en el Futuroscope, ubicado dentro de las comunas de Chasseneuil-du-Poitou y Jaunay-Marigny en el departamento de Vienne, cerca de la ciudad de Poitiers. Esta fue la tercera vez que el Futuroscope fue sede del concurso, después de Miss Francia 1997 y Miss Francia 2007.
El 16 de octubre, se anunció que el viaje anual al extranjero para las candidatas sería a Costa de Marfil. Las candidatas visitaron el país para una variedad de eventos, antes de regresar a Francia para comenzar los ensayos.

### Selección de candidatas
La edición de 2025 marcó el regreso de San Martín y San Bartolomé, que compite cada dos años, y el retiro de Nueva Caledonia. Aunque Nueva Caledonia inicialmente tenía la intención de competir, no pudo organizar un concurso regional debido a la inestabilidad política en curso.

## Resultados

### Clasificación final
La ganadora, las cuatro finalistas y las semifinalistas son las siguientes candidatas:
| Posición          | Candidata |
| ----------------- | --- |
| Miss Francia 2025 | - Martinica - Angélique Angarni-Filopon |
| Primera finalista | - Norte-Paso de Calais - Sabah Aïb |
| Segunda finalista | - Córcega - Stella Vangioni |
| Tercera finalista | - Guadalupe - Moïra André |
| Cuarta finalista  | - Costa Azul - Lilou Émeline-Artuso |
| Top 15            | - Borgoña - Clara Diry (quinta finalista) - Aquitania - Laura Marque (sexta finalista) - Picardía - Marina Przadka - Lorena - Assia Roosz-Tomenti - Normandía - Lucile Lecellier - Alsacia - Isabella Hebert - Mediodía-Pirineos - Olivia Sirena - Tahití - Temanava Domingo - Champaña-Ardenas - Louison Thévenin - Ródano-Alpes - Alexcia Couly |

### Premios especiales
Los premios especiales fueron otorgados a las siguientes candidatas:
| Premio                    | Candidata                             |
| ------------------------- | ------------------------------------- |
| Mejor traje regional      | - Isla de Francia - Julie Dupont      |
| Premio a la camaradería   | - Isla de Francia - Julie Dupont      |
| Premio a la elocuencia    | - Champaña-Ardenas - Louison Thévenin |
| Premio a la pasarela      | - Picardía - Marina Przadka           |
| Premio de cultura general | - Picardía - Marina Przadka (15.5/20) |
| Premio Miss Academia      | - Poitou-Charentes - Charlie Benard   |

### Puntuación

#### Preliminares
Un jurado compuesto por socios (internos y externos) del Comité Miss Francia seleccionó a quince candidatas durante una entrevista que tuvo lugar el 11 de diciembre para avanzar a las semifinales.

#### Top 15
En el top quince, una votación dividida 50/50 entre el jurado oficial y el público votante seleccionó a cinco candidatas para avanzar al top cinco. Cada candidata recibió una puntuación general de 1 a 15 del jurado y el público, y las cinco candidatas con las puntuaciones combinadas más altas avanzaron al top cinco. Las chicas con la sexta y séptima puntuación combinada más alta fueron luego designadas como las finalistas quinta y sexta, respectivamente, a pesar de no avanzar en la competencia. En caso de empate prevalecía el voto del jurado.
| Candidata            | Público | Jurado | Total |
| -------------------- | ------- | ------ | ----- |
| Martinica            | 14      | 14     | 28    |
| Guadalupe            | 15      | 13     | 28    |
| Córcega              | 11      | 15     | 26    |
| Norte-Paso de Calais | 13      | 13     | 26    |
| Costa Azul           | 10      | 11     | 21    |
| Borgoña              | 8       | 11     | 19    |
| Aquitania            | 12      | 7      | 19    |
| Picardía             | 7       | 11     | 18    |
| Lorena               | 4       | 11     | 15    |
| Normandía            | 9       | 4      | 13    |
| Alsacia              | 6       | 4      | 10    |
| Mediodía-Pirineos    | 5       | 4      | 9     |
| Tahití               | 2       | 6      | 8     |
| Champaña-Ardenas     | 1       | 6      | 7     |
| Ródano-Alpes         | 3       | 4      | 7     |

#### Top 5
En el top cinco, un voto dividido 50/50 entre el jurado oficial y el público votante determinó qué candidata fue declarada Miss Francia. Cada candidata fue clasificada del primero al quinto por el jurado y el público, y los dos puntajes se combinaron para crear un puntaje total. En caso de empate, prevalecía el voto del público.
| # | Candidata            | Público | Jurado | Total |
| - | -------------------- | ------- | ------ | ----- |
| 1 | Martinica            | 4       | 5      | 9     |
| 2 | Norte-Paso de Calais | 5       | 3      | 8     |
| 3 | Córcega              | 2       | 4      | 6     |
| 4 | Guadalupe            | 3       | 2      | 5     |
| 5 | Costa Azul           | 1       | 1      | 2     |

## El concurso

### Formato
El 15 de noviembre, se anunció en una conferencia de prensa que el tema de esta edición sería Le grand bal des Miss (en español: el gran baile de las señoritas), con rondas de competencia inspiradas en varios tipos de danza.
La competencia comenzó con una presentación de introducción, que contó con una aparición especial de Eve Gilles y varias otras ganadoras del Miss Francia. Luego, las treinta candidatas se dividieron en tres grupos, cada uno compuesto por diez candidatas, y cada grupo participó en una ronda de presentación inicial. Las tres rondas de presentación estuvieron tematizadas después de twist, country-western y baile de graduación, respectivamente. Posteriormente, las treinta candidatas presentaron sus trajes regionales, creados por diseñadores locales de sus regiones de origen, en una ronda inspirada en el baile de los bomberos. Las treinta candidatas participaron posteriormente en la ronda de traje de baño de una pieza, inspirada en la música de los años 1990.
Después de eso, se anunciaron las quince semifinalistas. Las quince semifinalistas luego compitieron en una ronda de vestido de noche inspirada en el tango y en una segunda ronda de traje de baño inspirada en la salsa. Posteriormente, se anunciaron las cinco finalistas y presentaron sus vestidos de gala en una ronda inspirada en el ballet clásico. Después de la ronda de preguntas finales, se revelaron los resultados finales.

### Panel de jueces
El panel de jueces fue anunciado el 28 de noviembre y son las siguientes siete personas:
- Sylvie Vartan (presidenta del jurado), actriz y cantante
- Khatia Buniatishvili, pianista
- Cristina Córdula, presentadora de televisión y consultora de moda
- Flora Coquerel, Miss Francia 2014 de Centro-Valle del Loira
- Fauve Hautot, bailarina y coreógrafa
- Nawell Madani, comediante
- Marie-José Pérec, atleta retirada y velocista

## Candidatas
Treinta candidatas compitieron por el título y son las siguientes:
| Región                     | Candidata                 | Edad | Altura          | Ciudad natal         | Notas                                                 |  |
| -------------------------- | ------------------------- | ---- | --------------- | -------------------- | ----------------------------------------------------- |  |
| Alsacia                    | Isabella Hebert           | 20   | 1,71 m (5′ 7″)  | Mundolsheim          |                                                       |  |
| Aquitania                  | Laura Marque              | 25   | 1,75 m (5′ 9″)  | Arcachon             |                                                       |  |
| Auvernia                   | Romane Agostinho          | 28   | 1,75 m (5′ 9″)  | Beaumont             |                                                       |  |
| Borgoña                    | Clara Diry                | 21   | 1,72 m (5′ 8″)  | Saint-Agnan          | Diry es la hermana de Sophie Diry, Miss Borgoña 2019. |  |
| Bretaña                    | Marie Castel              | 20   | 1,78 m (5′ 10″) | Pleyber-Christ       |                                                       |  |
| Centro-Valle del Loira     | Tiffanny Haie             | 18   | 1,76 m (5′ 9″)  | Rouvres              |                                                       |  |
| Champaña-Ardenas           | Louison Thévenin          | 24   | 1,85 m (6′ 1″)  | Sainte-Savine        |                                                       |  |
| Córcega                    | Stella Vangioni           | 27   | 1,71 m (5′ 7″)  | Bastia               |                                                       |  |
| Costa Azul                 | Lilou Émeline-Artuso      | 22   | 1,78 m (5′ 10″) | Antibes              |                                                       |  |
| Franco Condado             | Manon Le Maou             | 28   | 1,74 m (5′ 9″)  | Villers-Saint-Martin |                                                       |  |
| Guayana Francesa           | Jade Fansonna             | 22   | 1,74 m (5′ 9″)  | Matoury              |                                                       |  |
| Guadalupe                  | Moïra André               | 28   | 1,71 m (5′ 7″)  | Terre-de-Bas         |                                                       |  |
| Isla de Francia            | Julie Dupont              | 26   | 1,76 m (5′ 9″)  | Puteaux              |                                                       |  |
| Languedoc                  | Jade Benazech             | 19   | 1,82 m (6′ 0″)  | Sallèles-d'Aude      |                                                       |  |
| Limosín                    | Emma Grégoire             | 23   | 1,78 m (5′ 10″) | Bort-les-Orgues      |                                                       |  |
| Lorena                     | Assia Roosz-Tomenti       | 25   | 1,86 m (6′ 1″)  | Villerupt            |                                                       |  |
| Martinica                  | Angélique Angarni-Filopon | 34   | 1,83 m (6′ 0″)  | Fort-de-France       |                                                       |  |
| Mayotte                    | Zaya Toumbou              | 20   | 1,73 m (5′ 8″)  | Acoua                |                                                       |  |
| Mediodía-Pirineos          | Olivia Sirena             | 23   | 1,78 m (5′ 10″) | Balma                |                                                       |  |
| Normandía                  | Lucile Lecellier          | 27   | 1,74 m (5′ 9″)  | Sainte-Cécile        |                                                       |  |
| Norte-Paso de Calais       | Sabah Aïb                 | 18   | 1,73 m (5′ 8″)  | Valenciennes         |                                                       |  |
| Países del Loira           | Mélissa Atta Bessiom      | 26   | 1,81 m (5′ 11″) | Angers               |                                                       |  |
| Picardía                   | Marina Przadka            | 26   | 1,70 m (5′ 7″)  | Villers-Saint-Paul   |                                                       |  |
| Poitou-Charentes           | Charlie Bénard            | 27   | 1,70 m (5′ 7″)  | La Couronne          |                                                       |  |
| Provenza                   | Mégane Bertaud            | 24   | 1,73 m (5′ 8″)  | Tourrettes           |                                                       |  |
| Reunión                    | Marine Futol              | 18   | 1,80 m (5′ 11″) | Saint-Leu            |                                                       |  |
| Ródano-Alpes               | Alexcia Couly             | 22   | 1,72 m (5′ 8″)  | Villeurbanne         |                                                       |  |
| Rosellón                   | Cassiopée Rimbaud         | 21   | 1,71 m (5′ 7″)  | Laroque-des-Albères  |                                                       |  |
| San Martín y San Bartolomé | Sasha Bique               | 20   | 1,70 m (5′ 7″)  | Marigot              |                                                       |  |
| Tahití                     | Temanava Domingo          | 23   | 1,81 m (5′ 11″) | Punaauia             | Top 15                                                |  |